# Веслі Франса
Веслі Франса (порт. Wesley França, нар. 6 вересня 2003) — бразильський футболіст, захисник клубу «Фламенго» та національної збірної Бразилії. Дворазовий володар Кубка Бразилії, володар Суперкубка Бразилії, дворазовий переможець Ліги Каріока.. Володар Кубка Лібертадорес.

## Клубна кар'єра
Веслі Франса народився 2003 року, та є вихованем юнацьких команд футбольних клубів «Атлетіко Тубарао» та «Фламенго». У професійному футболі дебютував 2021 року виступами за команду «Фламенго». У складі команди футболіст двічі став переможцем Ліги Каріока, у 2022 і 2024 році став володарем Кубка Бразилії, а в 2025 році став володарем Суперкубка Бразилії. У 2022 році Веслі Франса також став у складі «Фламенго» володарем Кубка Лібертадорес.

## Виступи за збірну
У 2025 році Веслі Франса дебютував у складі національної збірної Бразилії.

## Титули і досягнення
- Володар Кубка Бразилії (2):

«Фламенго»: 2022, 2024
- Володар Кубка Лібертадорес (1):

«Фламенго»: 2022
- Володар Суперкубка Бразилії (1):

«Фламенго»: 2025
- Переможець Ліги Каріока (2):

«Фламенго»: 2024, 2025